# Крістіан Ріверос
Крістіан Ріверос (ісп. Cristian Riveros; 16 жовтня 1982, Хуан Августо Салдівар, Парагвай) — парагвайський футболіст, півзахисник «Сандерленда» та збірної Парагваю. Учасник двох футбольних мундіалів — чемпіонату світу з футболу 2006 року та  чемпіонату світу з футболу 2010 року.

## Титули і досягнення
- Чемпіон Парагваю (4):

Лібертад: 2006, 2022А, 2023А
Олімпія (Асунсьйон): 2015К
- Володар Кубка Парагваю (2):

Лібертад: 2019, 2023
Збірні
- Срібний призер Кубка Америки: 2011